# Жемчужина Поліна Семенівна
Полі́на Семе́нівна Жемчу́жина (при народженні — Перл Семе́нівна Карпо́вська, 28 лютого (12 березня) 1897, станція Пологи Олександрівського повіту Катеринославської губернії, тепер місто Запорізької області — 1 травня 1970, Москва) — радянська партійна діячка. Дружина В'ячеслава Молотова. Кандидатка у члени ЦК ВКП(б) у березні 1939 — лютому 1941 року.

## Трудова діяльність
Народилась в родині кравця-кустаря. Мала середню освіту. Від квітня 1911 працювала робітницею на тютюновій фабриці в м. Катеринослав (нині м. Дніпро). У травні 1917 захворіла на туберкульоз і перебувала на утриманні сестри в м. Олександрівськ (нині м. Запоріжжя). Від квітня 1918 стала підпільною політпрацівницею 16-го полку 12-ї армії Південного фронту. Протягом серпня 1919 — груд. 1920 — інструкторка ЦК КП(б)У з роботи серед жінок. У січні—травні 1921 працювала завідувачкою Катеринославського губернського жіночого Запорізького відділу Міськкому КП(б). В 1921 переїхала до Москви. З червня 1921 до травня 1922 була інструкторкою Рогожсько-Сімоновського райкому РКП(б) Москви. Від червня 1922до червня 1925 — студентка робітничого факультету ім. Покровського, від липня 1927 — секретарка осередку ВКП(б) парфумерної фабрики «Нова зоря». З серпня 1929 до вересня 1930 працювала інструкторкою Замоскворецького райкому ВКП(б) Москви. Від верес. 1930 — директорка фабрики «Нова зоря», від березня 1932 — завідувачка тресту миловарно-парфумерної промисловості. Від липня 1936 — начальниця Головного управління миловарної та парфумерно-косметичної промисловості Народного комісаріату харчової промисловості СРСР. Від жовтня 1937 — заступниця наркому харчової промисловості СРСР. У січні — листопаді 1939 — нарком рибної промисловості СРСР. Від листопада 1939 до 1946 працювала начальницею Головного управління текстильної промисловості Народного комісаріату місцевої промисловості РРФСР. Від жовтня 1946 — начальниця Головного управління текстильно-галантерейної промисловості Міністерства легкої промисловості СРСР.

## Арешт, старість і смерть
Заарештована 26 січня 1949, засуджена до 5-річного ув'язнення. 21 січня 1953 заарештована вдруге, але 23 березня 1953 звільнена. 25 березня 1953 реабілітована. Від квітня 1953 — персональна пенсіонерка.
Померла у Москві.